# 21 грудня
21 грудня — 355-й день року (356-й у високосні роки) у григоріанському календарі. До кінця року залишається 10 днів.

## Свята і пам'ятні дні

### Міжнародні
- День народження кросворду.
- День ліхтарика.

### Національні
- Філіппіни: День збройних сил.

### Релігійні

#### Західне християнство
- Пам'ять святого Петра Канізія;
- Пам'ять апостола Томи (Англіканська церква).

#### Східне християнство[1]
- Пам'ять мучениці Юліанії[en] і з нею 500 мужів та 130 жінок, що в Нікомидії постраждали;
- Упокоєння святителя-чудотворця Петра Ратенського;
- Пам'ять мученика Темістоклея[el];
- Святителя Філарета, митрополита Київського і Галицького, що в Дальніх печерах спочиває[2].

## Іменини
✝  Католицькі: Петро.
✙ Православні: Петро, Темістоклей, Уляна/Юліана.

## Події
- 1124 — Гонорій II був обраний новим Папою Римським.
- 1237 — Хан Батий захопив Рязань.
- 1846 — Шотландський хірург Роберт Лістон уперше в Європі застосував анестезію під час хірургічної операції — провів ампутацію стегна пацієнтові Джеймсу Черчіллю під ефірним наркозом.
- 1861 — Президент США Авраам Лінкольн заснував Медаль Пошани — найвищу державну нагороду США.
- 1867 — Австрійський цісар Франц Йосиф (1848–1916) затвердив австро-угорську угоду і Конституцію Австрії.
- 1879 — відбулася премʼєра пʼєси Генріка Ібсена «Ляльковий дім».
- 1891 — Джеймс Нейсміт, вчитель фізичної культури в коледжі Спрингфілда, вперше запровадив правила спортивної гри, відомої сьогодні як Баскетбол.
- 1898 — П'єр і Марія Кюрі відкрили радій.
- 1907 — чилійські військові скоїли різанину страйкуючих робітників селітряних шахт у школі Санта-Марія-де-Ікіке (Ікіке).
- 1913 — У нью-йоркській газеті опублікований перший в історії кросворд, який склав Артур Вінн.
- 1919 — Найчисельніша депортація у низці силових акцій Рейди Палмера 249 уродженців минулої Російської імперії з США у Радянську Росію за політичні погляди на пароплаві Buford, названий «Червоний ковчег»/ «Радянський ковчег».
- 1936 — літак Junkers Ju 88 здійснив свій перший політ.
- 1937 — У Голлівуді відбулась прем'єра першого повнометражного мультфільму «Білосніжка та семеро гномів». Над 83-хвилинною стрічкою працювали 750 художників.
- 1963 — на Кіпрі спалахнули масштабні релігійно-етнічні протистояння між етнічними греками та турками, більш відомі як «Криваве Різдво».
- 1965 — Генеральна Асамблея ООН прийняла конвенцію про ліквідацію всіх форм расової дискримінації.
- 1968 — був запущений Аполлон-8.
- 1970 — F-14 Tomcat здійснив свій перший політ.
- 1975 — Арабські терористи на чолі з Ільїчем Раміресом Санчесом (відомим також як Карлос або Шакал) захопили штаб-квартиру ОПЕК у Відні, де саме проходила сесія організації.
- 1984 — СРСР здійснив успішний запуск міжпланетної станції «Вега-2» для дослідження планет Сонячної системи.
- 1988 — Дослідний зразок найбільшого діючого літака у світі Ан-225 «Мрія» здійснив перший політ.
- 1988 — Над Локербі, Шотландія, вибухнув «Боїнг-747» американської авіакомпанії «Пан Американ». Загинуло близько 270 осіб — 243 пасажири літака, екіпаж та 11 людей на землі.
- 1990 — Біля станції метро «Лівобережна» відбулося офіційне відкриття постійного приміщення Київського театру драми та комедії на лівому березі Дніпра (у колишньому приміщенні кінотеатру «Космос»).
- 1991 — Підписана Алма-Атинська декларація про створення СНД (главами Азербайджану, Вірменії, Білорусі, Казахстану, Киргизстану, Молдови, Росії, Таджикистану, Туркменістану, Узбекистану, України).
- 1991 — Незалежність України визнали Азербайджан і Сьєрра-Леоне.
- 1992 — У Кракові Угорщина, Польща та Чехословаччина підписали угоду про створення (з 1 березня 1993 р.) Центральноєвропейської зони вільної торгівлі.
- 1995 — місто Вифлеєм, яке перебувало під контролем Ізраїлю, був переданий Палестині.
- 2007 — До Шенгенської зони увійшло ще 9 країн Європейського Союзу: Литва, Латвія, Естонія, Польща, Чехія, Словаччина, Словенія, Угорщина і Мальта.
- 2012 — згідно з феноменом 2012 року цей день повинен був бути останнім в історії людства.
- 2020 — найбільше Велике з’єднання між Юпітером і Сатурном з 1623 року — планети були видимі на небі з віддаленням в 0,1 градус.
- 2023 — студент філософського факультету Карлового університету (Прага) скоїв стрілянину, в результаті якого загинуло 14 осіб.

## Народились
Дивись також Категорія:Народились 21 грудня
- 1401 — Мазаччо, видатний італійський живописець, представник раннього Відродження.
- 1639 — Жан Расін, французький драматург.
- 1722 — Паїсій Величковський (уроджений Петро, в чернецтві також Платон), український православний святий.
- 1744 — Валлайєр-Костер Анна (Anne Vallayer-Coster), французька художниця.
- 1773 — Роберт Браун, шотландський ботанік, що відкрив «броунівський рух».
- 1773 — Тадоліні Адамо, італійський скульптор.
- 1801 — Тимко Падура, український поет, композитор та торбаніст.
- 1815 — Тома Кутюр, французький художник-академіст.
- 1841 — Володимир Іконніков, український історик та педагог, професор (†1923).
- 1861 — Євген Чикаленко, український громадський діяч, агроном, землевласник, видавець, публіцист, меценат української культури.
- 1889 — Стефан Таранушенко, український мистецтвознавець, історик архітектури, музейник і педагог.
- 1914 — Іван Генералич, хорватський художник-примітивіст.
- 1917 
  - Генріх Белль, німецький письменник, лауреат Нобелівської премії з літератури (1972).
  - Цвіркунов Василь Васильович, український кінознавець, директор Київської кіностудії ім. О. П. Довженка (1962—1973), сприяв виходу фільмів С. Параджанова «Тіні забутих предків», Ю. Іллєнка «Криниця для спраглих», Л. Осики «Камінний хрест».
- 1934 — Ігор Павлов, український авіабудівник, заступник генерального конструктора АНТК ім. О. К. Антонова.
- 1963 — Степан Чобану, офіцер Збройних Сил України, льотчик-винищувач, учасник російсько-української війни, Герой України.
- 1967 — Міхеіл Саакашвілі, 3-й президент Грузії.
- 1983 — Дарія Ткаченко, українська спортсменка, триразова чемпіонка світу з міжнародних шашок (2005, 2006, 2008 роки), дворазова чемпіонка Європи (2004 і 2006 роки).

## Померли
Дивись також: Категорія:Померли 21 грудня
- 1375 — Джованні Бокаччо, італійський письменник, автор «Декамерона».
- 1492 — Маргарита Наваррська, французька письменниця, принцеса, сестра французький короля Франциска I, королева Наварри.
- 1824 — Джеймс Паркінсон, англійський лікар, описав «тремтячий параліч», який нині називають хворобою Паркінсона.
- 1940 — Френсіс Скотт Фіцджеральд, американський письменник.
- 1942 — Франц Боас, американський антрополог, етнограф і лінгвіст.
- 1945 — Джордж Сміт Паттон, американський генерал, командувач Третьою армією США під час Другої світової війни.
- 1958 — Ліон Фейхтванґер, німецький письменник.
- 1988 — Ніколас Тінберген, нідерладський етолог і орнітолог, лауреат Нобелівської премії.
- 1989 — Семюел Бекет, ірландський письменник, Нобелівський лауреат.
- 1992 
  - Мільштейн Натан Миронович, український і американський скрипаль-віртуоз єврейського походження.
  - Альберт Кінг, американський блюзовий гітарист, співак, композитор, автор пісень, продюсер.
  - Степан Беца, український футболіст, чемпіон України.
- 1993 — Іван Козловський, український співак, народний артист СРСР.